# Angelo Francesco Lavagnino
Angelo Francesco Lavagnino   (Gènova, 22 de febrer de 1909 - Gavi, 21 d'agost de 1987) va ser un compositor italià, apreciat creador de bandes sonores de pel·lícules.

## Biografia
Va començar a tocar el violí molt jove i el 1932 es va graduar al Conservatori Giuseppe Verdi de Milà. El 1939 va compondre l'òpera Malafonte. Primer es va dedicar a la Composició musical de música de cambra, Música simfònica, Música sacra i teatre, actuant al Teatro alla Scala i a nombroses ciutats italianes. . El 1951 la seva òpera Malafonte es va representar a Anvers. L'any 1952, amb motiu de la inauguració de les portes de bronze de la catedral de Siena, va compondre la Messa Chigiana per a solistes, cor mixt, orquestra i òrgan. També va compondre música simfònica (Pocket symphony, Le cronache, Volo d'api) i música de cambra (Trio, Quartet de corda, Sonata per a violí i piano, Sonata per a dos pianos).
El 1947 va començar a dedicar-se al cinema, gràcies al suport del comte Guido Chigi Lucarini Saracini. El 1951 va posar en música Othello d'Orson Welles, però la seva especialitat eren les anomenades pel·lícules de viatges o pel·lícules d'exploració. L'autor va rodar material de folklore local d'una manera original, gravat als mateixos llocs de rodatge, però utilitzant totes les possibilitats de la tecnologia per obtenir un nou so. Es poden trobar exemples d'aquest estil a Magia (1954), Continente perduto (1955), Tam tam Mayumbe (1955), L'impero del sole (1956), L'ultimo paradiso (1957), La muraglia cinese (1958), Calypso (1958). Però la pel·lícula, la música de la qual va ser coautor amb Georges Auric, que va aconseguir el major èxit internacional és Nostra Senyora de París, del 1956, protagonitzada per Anthony Quinn i Gina Lollobrigida.
Home eclèctic, també va escriure una història sobre pirates, col·leccionava antiguitats, llibres i medalles del Vaticà, li agradava viatjar, era un fotògraf hàbil i passava molt de temps amb la seva família. Va escollir Gavi com a lloc d'adopció, un poble on va viure molt de temps i on va morir.
El Festival Internacional de Música i Cinema "A.F. Lavagnino" existeix des de l'any 2001.

## Premis
Lavagnino va guanyar el Nastro d'Argento a la millor banda sonora dos cops, per Continente perduto (1954) i Vertigine bianca (1956).

## Discografia

### Bandes sonores
1947
- Natale al campo 119 de Pietro Francisci

1948
- Che tempi! de Giorgio Bianchi

1950
- Strano appuntamento de Dezsö Ákos Hamza
- Il diavolo in convento de Nunzio Malasomma

1951
- Mamma mia, che impressione! de Roberto Savarese

1952
- Totò e Carolina de Mario Monicelli
- Magia verde de Gian Gaspare Napolitano
- L'uomo, la bestia e la virtù de Steno
- Il bandolero stanco de Fernando Cerchio
- Africa sotto i mari de Giovanni Roccardi
- Othello d’Orson Welles

1953
- Il matrimonio d’Antonio Petrucci

1954
- Un americano a Roma de Steno
- Siluri umani d’Antonio Leonviola
- Mambo de Robert Rossen
- Le avventure de Giacomo Casanova de Steno

1955
- La tua donna de Giovanni Paolucci
- Ragazze d'oggi de Luigi Zampa
- Cortile de Antonio Petrucci
- La risaia de Raffaello Matarazzo
- La dona del riu (La donna del fiume) de Mario Soldati
- La bella mugnaia de Mario Camerini
- Il suo più grande amore de Antonio Leonviola
- Il coraggio de Domenico Paolella
- L'impero del sole de Enrico Gras
- Destinazione Piovarolo de Domenico Paolella
- Tam tam Mayumbe de Gian Gaspare Napolitano e Folco Quilici
- Continente perduto de Enrico Gras
- Bravissimo de Luigi Filippo D'Amico

1956
- Vertigine bianca de Giorgio Ferroni
- Un po' di cielo de Giorgio Moser
- Suor Letizia de Mario Camerini
- Orlando e i Paladini di Francia de Pietro Francisci
- Il gobbo di Notre Dame de Jean Delannoy
- Non scherzare con le donne de Giuseppe Bennati
- Mio figlio Nerone de Steno
- I girovaghi de Hugo Fregonese
- I fidanzati della morte de Romolo Marcellini
- Storia di una minorenne de Piero Costa
- L'ultimo paradiso de Folco Quilici
- Lo scapolo de Antonio Pietrangeli
- Calabuch de Luis García Berlanga

1957
- Femmine tre volte de Steno
- L'oceano ci chiama de Giorgio Ferroni e Giovanni Roccardi
- L'angelo custode de Giuliano Tomei
- Ladro lui, ladra lei de Luigi Zampa
- Il cielo brucia de Giuseppe Masini
- L'incanto della foresta de Alberto Ancillotto
- Il corsaro della mezza luna de Giuseppe Maria Scotese
- Il conte Max de Giorgio Bianchi
- La llegenda dels perduts (Legend of the Lost) de Henry Hathaway

1958
- Passionate Summer de Rudolph Cartier
- Las locuras de Bárbara de Tulio Demicheli
- Soledad d’Enrico Gras
- La muraglia cinese de Carlo Lizzani
- The Naked Maja de Henry Koster
- The Wind Cannot Read de Ralph Thomas
- Primo amore de Mario Camerini
- Kannonenserenade de Wolfgang Staudte
- Il bacio del sole (Don Vesuvio) de Siro Marcellini
- Calypso de Franco Rossi e Golfiero Colonna
- Nel segno de Roma de Guido Brignone
- Amore a prima vista de Franco Rossi

1959
- Policarpo, ufficiale di scrittura de Mario Soldati
- Messalina, Venere imperatrice de Vittorio Cottafavi
- Gli ultimi giorni di Pompei de Mario Bonnard
- Les dents del diable (The Savage Innocents) de Nicholas Ray
- I baccanali di Tiberio de Giorgio Simonelli
- Il padrone delle ferriere de Anton Giulio Majano
- Gastone de Mario Bonnard
- Ferdinando I° re di Napoli de Gianni Franciolini
- 5 Branded Women de Martin Ritt

1960
- Tots a casa (Tutti a casa) de Luigi Comencini
- Saffo, venere di Lesbo de Pietro Francisci
- Odissea nuda de Franco Rossi
- Les nuits de Raspoutine de Pierre Chenal
- La rivolta degli schiavi de Nunzio Malasomma
- L'assedio di Siracusa de Pietro Francisci
- Il relitto de Michael Cacoyannis
- Conspiracy of Hearts de Ralph Thomas
- La grande Olimpiade de Romolo Marcellini
- Gorgo de Eugène Lourié
- Esther i el rei (Esther and the King) de Raoul Walsh
- El colós de Rodes (Il colosso di Rodi) de Sergio Leone
- La sposa bella de Nunnally Johnson
- Che gioia vivere de René Clement

1961
- I briganti italiani de Mario Camerini
- Ulisse contro Ercole de Mario Caiano
- Maciste contro il vampiro de Sergio Corbucci
- Morte di un bandito de Giuseppe Amato
- Marco Polo de Piero Pierotti
- Madame Sans-Gêne de Cristian Jacque
- Le meraviglie di Aladino de Henry Levin
- L'ammutinamento de Silvio Amadio
- Ursus e la ragazza tartara de Remigio Del Grosso
- L'espasa del vencedor (Orazi e Curiazi) de Terence Young
- I sogni muoiono all'alba de Mario Craveri e Enrico Gras
- El hijo del capitán Blood de Tulio Demicheli
- I fratelli corsi d’Anton Giulio Majano

1962
- Ponzio Pilato de Gian Paolo Callegari e Irving Rapper
- Venus imperial (Venere imperiale) de Jean Delannoy
- Senza sole nè luna de Luciano Ricci
- Marschier oder krepier de Dick Richards
- Le sette folgori di Assur de Silvio Amadio
- La leggenda di Fra Diavolo de Leopoldo Savona
- Il tiranno di Siracusa d’Alberto Cardone i Curtis Bernhardt
- Hipnosis d’Eugenio Martín
- Zorro contro Maciste d’Umberto Lenzi
- Dal sabato al lunedì de Guido Guerrasio
- Caterina di Russia d’Umberto Lenzi
- Carmen de Trastevere de Carmine Gallone

1963
- Sansone contro il corsaro nero de Luigi Capuano
- Sansone contro i pirati de Tanio Boccia
- Gli invincibili tre de Gianfranco Parolini
- Il vecchio testamento de Gianfranco Parolini
- I dieci gladiatori de Gianfranco Parolini
- Dark Purpose de George Marshall
- Kali Yug, la dea della vendetta de Mario Camerini
- Il treno del sabato de Vittorio Sala
- Il mistero del tempio indiano de Mario Camerini
- Il figlio del circo de Sergio Grieco
- I tabù de Romolo Marcellini
- Ercole sfida Sansone de Pietro Francisci
- Golia e il cavaliere mascherato de Piero Pierotti
- Il ponte dei sospiri de Piero Pierotti
- An-Nāṣir Ṣalāḥ ad-Dīn de Youssef Chahine
- Il mistero dell'isola maledetta de Piero Pierotti
- L'invincibile cavaliere mascherato d’Umberto Lenzi
- Un juny massa càlid (Hot Enough for June) de Ralph Thomas
- Il colosso di Roma de Giorgio Ferroni

1964
- Totò d'Arabia de Juan Antonio De la Loma
- Sansone e il tesoro degli Incas de Piero Pierotti
- Persecució implacable (The High Bright Sun) di Ralph Thomas
- Il castello dei morti vivi de Michael Reeves
- Ercole contro Roma de Piero Pierotti
- Golia alla conquista di Bagdad de Domenico Paolella
- Extraconiugale de Massimo Franciosa e Giuliano Montaldo
- Ercole contro i tiranni di Babilonia de Gian Gaspare Napolitano
- Sfida a Rio Bravo de Tulio Demicheli
- Aventuras del Oeste de Joaquín Luis Romero Marchent
- Senza sole né luna di Luciano Ricci

1965
- Una raffica di Piombo de Paolo Heusch
- Superseven chiama Cairo d’Umberto Lenzi
- Due mafiosi contro Goldginger de Giorgio Simonelli
- A 008, operazione Sterminio d'Umberto Lenzi
- Ocaso de un pistolero de Rafael Romero Marchent
- Gli uomini dal passo pesante d’Albert Band
- La muerte se llama Myriam d’Eugenio Martín
- Agente 077 missione Bloody Mary de Sergio Grieco
- La morte viene dal pianeta Aytin d’Antonio Margheriti
- L'uomo che viene da Canyon City di Antonio Balcázar
- L'ultimo dei Mohicani de Mateo Cano
- Johnny West il mancino de Gianfranco Parolini
- Il pianeta errante d’Antonio Margheriti
- Il diavolo dello spazio d’Antonio Margheriti
- I predoni del Sahara de Guido Malatesta
- I diafanoidi vengono da Marte d’Antonio Margheriti
- I criminali della galassia d’Antonio Margheriti
- Viva Gringo de Georg Marischka
- I due sergenti del generale Custer de Giorgio Simonelli
- Falstaff di Orson Welles
- 5.000 dollari sull'asso d’Alfonso Balcázar
- L'uomo dalla pistola d'oro d’Alfonso Balcázar
- Sette ore di fuoco deJoaquín Luis Romero Marchent
- Solo contro tutti, d’Antonio del Amo

1966
- Zorro il ribelle de Piero Pierotti
- Un milione di dollari per 7 assassini d'Umberto Lenzi
- Le spie amano i fiori d'Umberto Lenzi
- Rose rosse per Angelica di Steno
- Quattro dollari di vendetta d’Alfonso Balcázar

1967
- Volver a vivir de Mario Camus
- Samoa, regina della giungla de Guido Malatesta
- Oggi a me... domani a te! de Tonino Cervi
- Uno straniero a Paso Bravo de Salvatore Rosso
- Il figlio di Aquila Nera de Guido Malatesta
- Kitosch, l'uomo che veniva dal nord di José Luis Merino
- Gungala la vergine della giungla de Mino Roli
- Dio non paga il sabato de Tanio Boccia
- L'ultima compagnia de Curtis Bernhardt
- Delitto a Posillipo de Renato Parravicini
- Attentato ai tre grandi d'Umberto Lenzi
- Assalto al tesoro di stato de Piero Pierotti
- Acid - Delirio dei sensi de Giuseppe Maria Scotese
- America paese di Dio de Luigi Vanzi

1968
- Vendetta per vendetta de Mario Colucci
- Un corpo caldo per l'inferno di Franco Montemurro
- T'ammazzo!... Raccomandati a Dio di Osvaldo Civirani
- Sapevano solo uccidere de Tanio Boccia
- Scusi, lei conosce il sesso? di Vittorio De Sisti
- Requiem per un gringo di José Luis Merino
- La battaglia dell'ultimo panzer di José Luis Merino
- Una pistola per cento bare d'Umberto Lenzi

1969
- Tarzana sesso selvaggio de Guido Malatesta
- Le calde notti de Poppea de Guido Malatesta
- Beatrice Cenci di Lucio Fulci
- Historia de una chica sola di Jorge Grau
- Fortunata y Jacinta d’Angelino Fons
- Zorro alla corte d'Inghilterra di Franco Montemurro
- Zorro marchese di Navarra di Franco Montemurro
- Gli specialisti di Sergio Corbucci
- Comando al infierno de José Luis Merino
- Africa segreta de Guido Guerrasio

1970
- Qualcosa striscia nel buio de Mario Colucci
- Angeli senza paradiso d’Ettore Maria Fizzarotti
- Le tigri de Mompracem de Mario Sequi
- Il delitto del diavolo de Tonino Cervi
- Il corsaro d'Antonio Mollica

1971
- La llamada del vampiro de José Maria Elorrieta
- Africa ama de Guido Guerrasio

1974
- Daisy Miller de Peter Bogdanovich
- La Regenta de Gonzalo Suárez
- Africa nuda, Africa violenta de Mario Gervasi

1977
- L'Italia in pigiama de Guido Guerrasio